# XXXXI. Armeekorps
XXXXI. Armeekorps var en tysk armékår under andra världskriget. Den organiserades 24 februari 1940 och deltog i striderna i Belgien och Frankrike. Den kom därefter att tjänstgöra som ockupationsstyrka i Nederländerna och i Paris tills kåren sändes till östfronten inför Operation Barbarossa. Den omorganiserades till XXXXI. Panzerkorps i juli 1942 under fortsatt befäl av general Josef Harpe.

## Moskva
Inför anfallet mot Moskva så överfördes kåren till Panzergruppe 3.

### Organisation
Organisation den 2 oktober 1941:
- 14. Infanterie-Division (mot.)
- 6. Infanterie-Division
- 36. Infanterie-Division (mot.)
- 1. Panzer-Division

## Befälhavare
Kårens befälhavare:
- Generalleutnant Georg-Hans Reinhardt 24 februari 1940 - 5 oktober 1941
- Generalleutnant Otto Ottenbacher 6 oktober 1941 - 13 oktober 1941
- Generalleutnant Friedrich Kirchner 14 oktober 1941 - 15 november 1941
- General der Panzertruppen Walter Model 16 november 1941 - 14 januari 1942
- General der Panzertruppen Josef Harpe 15 januari 1942 - 15 oktober 1943